# ۱۰۳۱ (قمری)
۱۰۳۱ (قمری)، هزار و سی و یکمین سال در گاهشماری هجری قمری است. اول محرم این سال برابر با شانزدهم نوامبر سال ۱۶۲۱ میلادی است.